# Liste der Naturdenkmale in Ruppertshofen (Rhein-Lahn-Kreis)
Die Liste der Naturdenkmale in Ruppertshofen nennt die im Gemeindegebiet von Ruppertshofen ausgewiesenen Naturdenkmale (Stand 20. Mai 2024).

## Ehemalige Naturdenkmale
| Nr. | Bezeichnung        | Lage            | Beschreibung                                  | Bild                                    |
| --- | ------------------ | --------------- | --------------------------------------------- | --------------------------------------- |
|     | Eiche am Pfarrhaus | Kirchgasse Lage | Quercus sp.; Rechtsverordnung 2013 aufgehoben | Direkt Bild zu diesem Denkmal hochladen |